# Angelo Graf von Courten

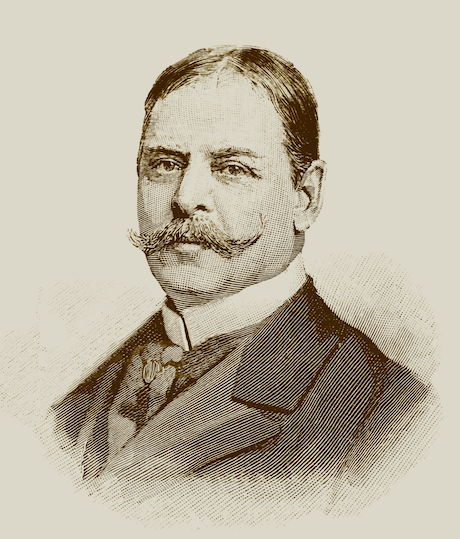
Angelo Graf von Courten

Angelo Josef Graf von Courten (* 10. Januar 1848 in Bologna; † 15. Dezember 1925 in München) war ein deutscher Maler Schweizer Abstammung.

## Leben

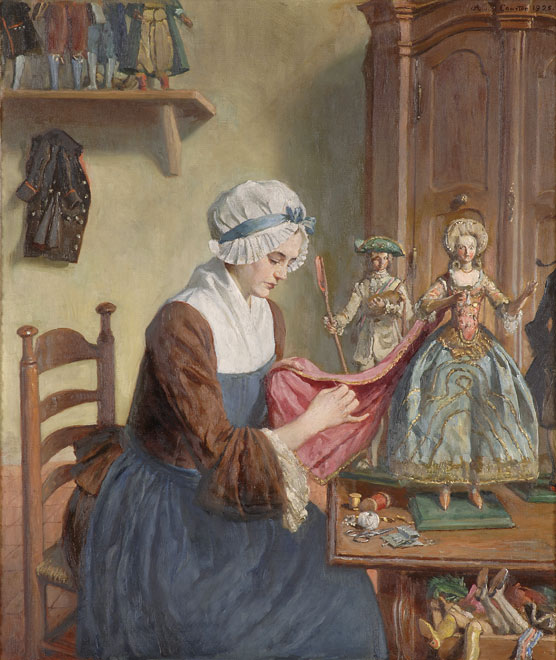
Gemälde von Angelo de Courten: Puppenmacherin

Courten entstammte der alten Schweizer Familie de Courten und wurde als Sohn eines florentinischen Generals der Armee des Kirchenstaates geboren. 1867 trat er selbst in die Dienste der päpstlichen Armee, der er bis zur Auflösung des Kirchenstaates 1870 angehörte. 
Ab 1872 setzte er in München sein Kunststudium fort, das er bereits in Italien begonnen hatte. Er schrieb sich an der Kunstakademie ein und wurde Schüler von Karl Theodor von Piloty. In der Folge war er ein gefragter Porträt- und Genremaler, zudem beschäftigte er sich mit historischen und religiösen Themen. Seine wichtigsten Arbeiten schuf er für das von Ludwig II. 1878–86 erbaute Neue Schloss Herrenchiemsee.
Seit 1873 war Angelo von Courten mit Irene Athenaïs von Klenze (1850–1916) verheiratet. Sie war eine Enkelin von Leo von Klenze und hatte ihrem zukünftigen Mann Modell gestanden. Angelo und Irene von Courten hatten insgesamt sechs Kinder, darunter Ludwig, gen. Louis (1885–1969), der in die Fußstapfen seines Vaters trat, und Felix (1877–1959), der als Architekt und Illustrator tätig war.
Angelo von Courten lebte bis zu seinem Tode in München. Seit den 1890er Jahren verbrachte er seine Sommerfrische in Miesbach. Fünf seiner Kinder lebten in der Folge überwiegend hier und erbauten sich mehrere Villen am Ort, die fast alle noch erhalten sind.
Angelo und Irene von Courten waren eng befreundet mit Mary und Karl August von Schmieder.
Zwischen 1904 und 1924 waren sie mit ihren Kindern häufig zu Gast auf dem Neuen Schloss Steinach. Während seiner längeren Aufenthalte hat Angelo von Courten viel gemalt und im Gästebuch der Familie von Schmieder finden sich viele Zeichnungen von ihm und seinen Söhnen Max, Louis, Carlo und Felix von Courten.
Angelo Courten starb 1925 im Alter von 77 Jahren in München.

## Grabstätte

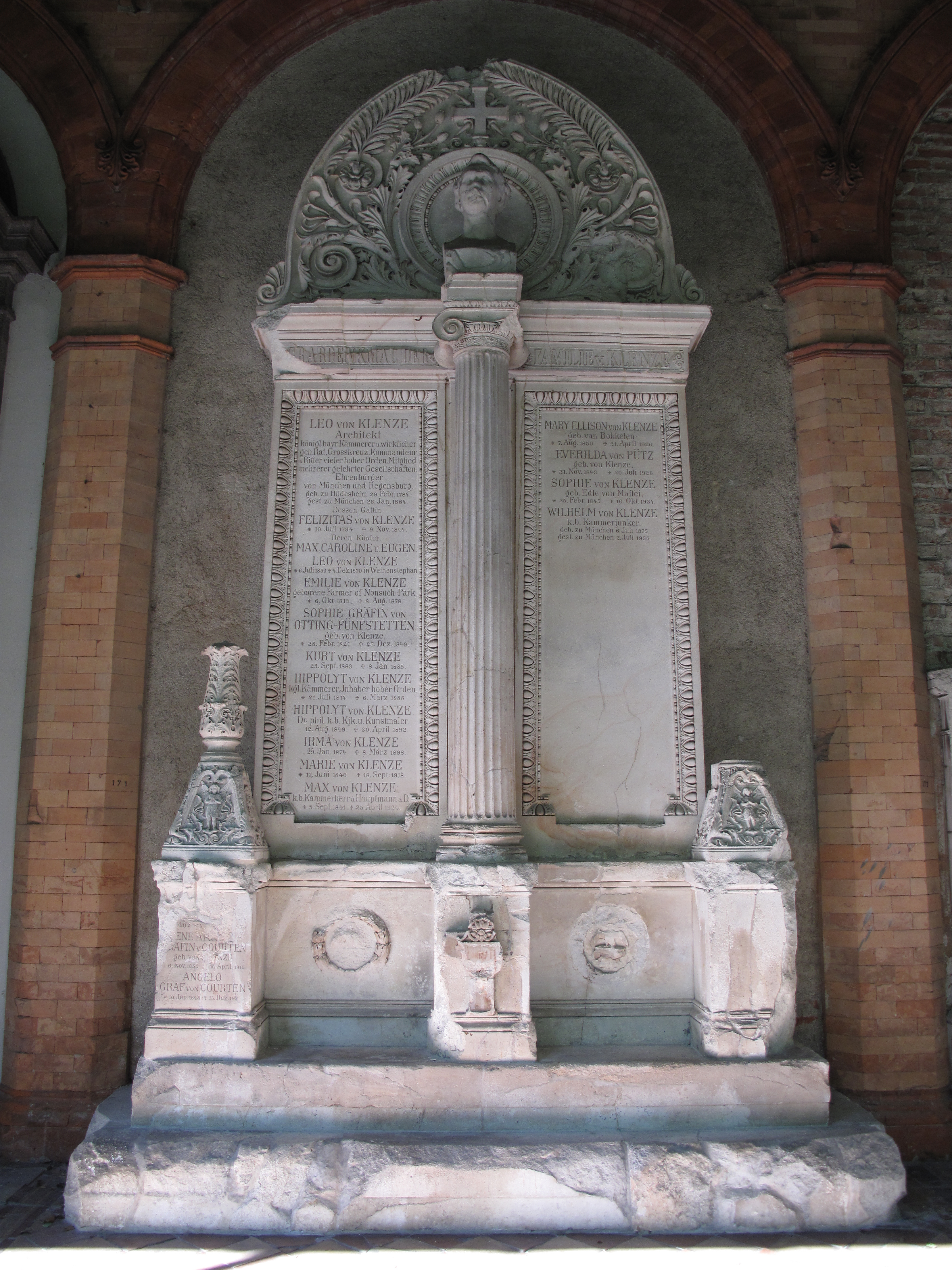
Grab von Angelo Courten auf dem Alten Südlichen Friedhof in München

Angelo von Courten fand seine letzte Ruhe in der Grabstätte von Leo von Klenze auf dem Alten Südlichen Friedhof in München (Neue Arkaden Platz 171 bei Gräberfeld 29) Standort. Er liegt dort zusammen mit seiner Frau, Gräfin Irene Athenais von Courten (geb. von Klenze; * 6. November 1850 in München; † 16. April 1916 in München).

## Galerie
Eine Auswahl von Bildern gemalt von Angelo von Courten:

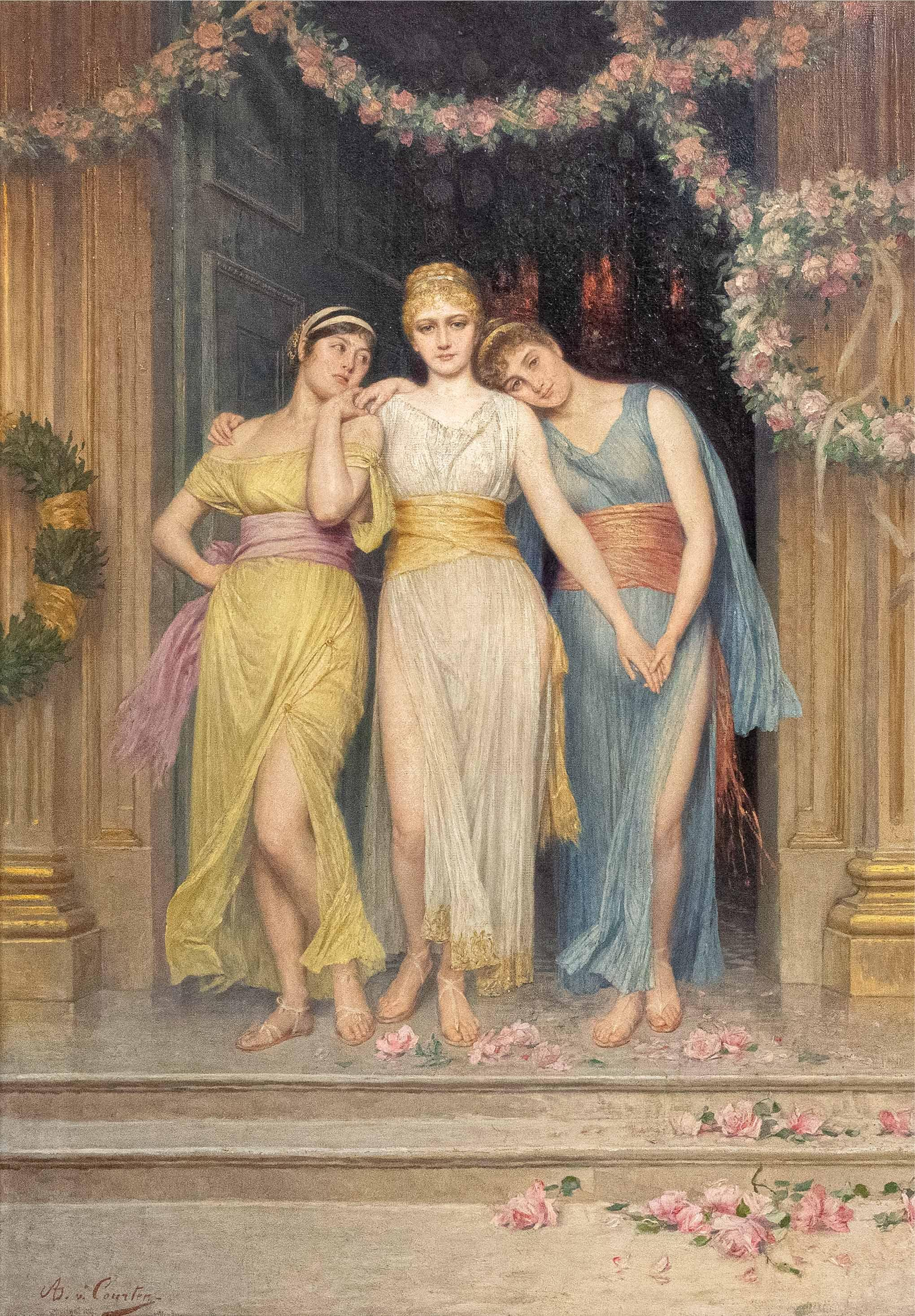
Die drei Grazien, 1894
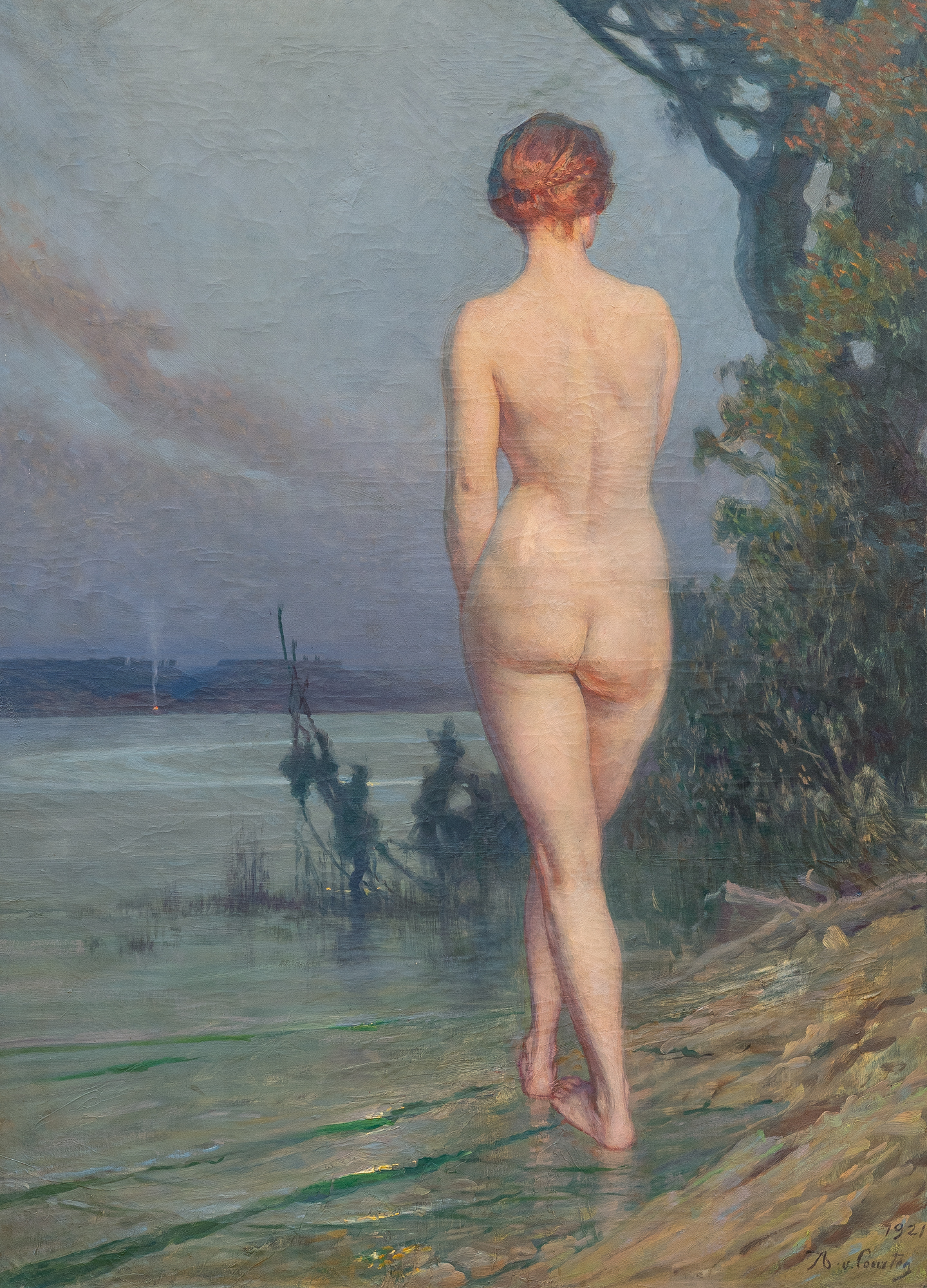
Weiblicher Rückenakt, 1921
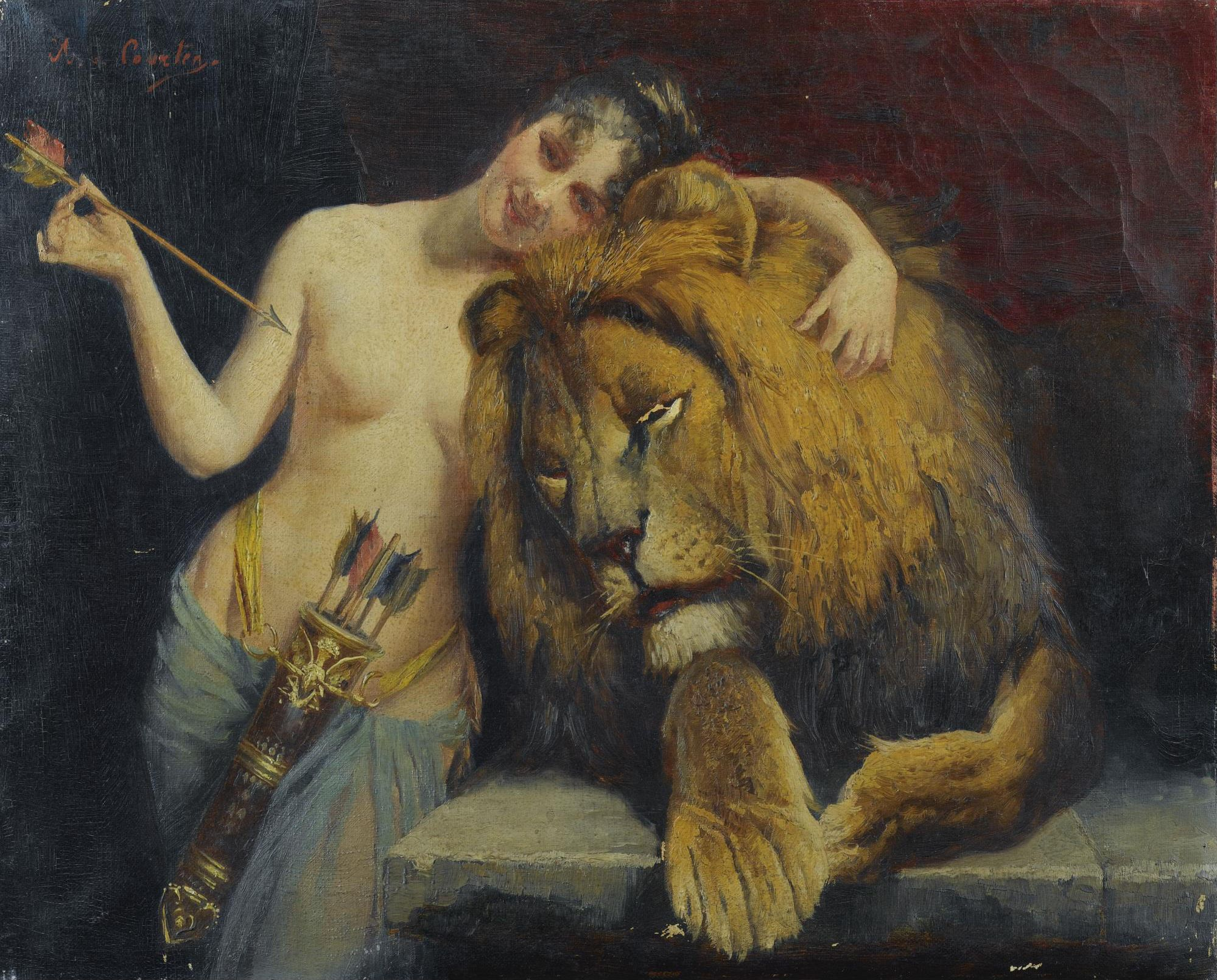
Die Göttin Diana und der Löwe
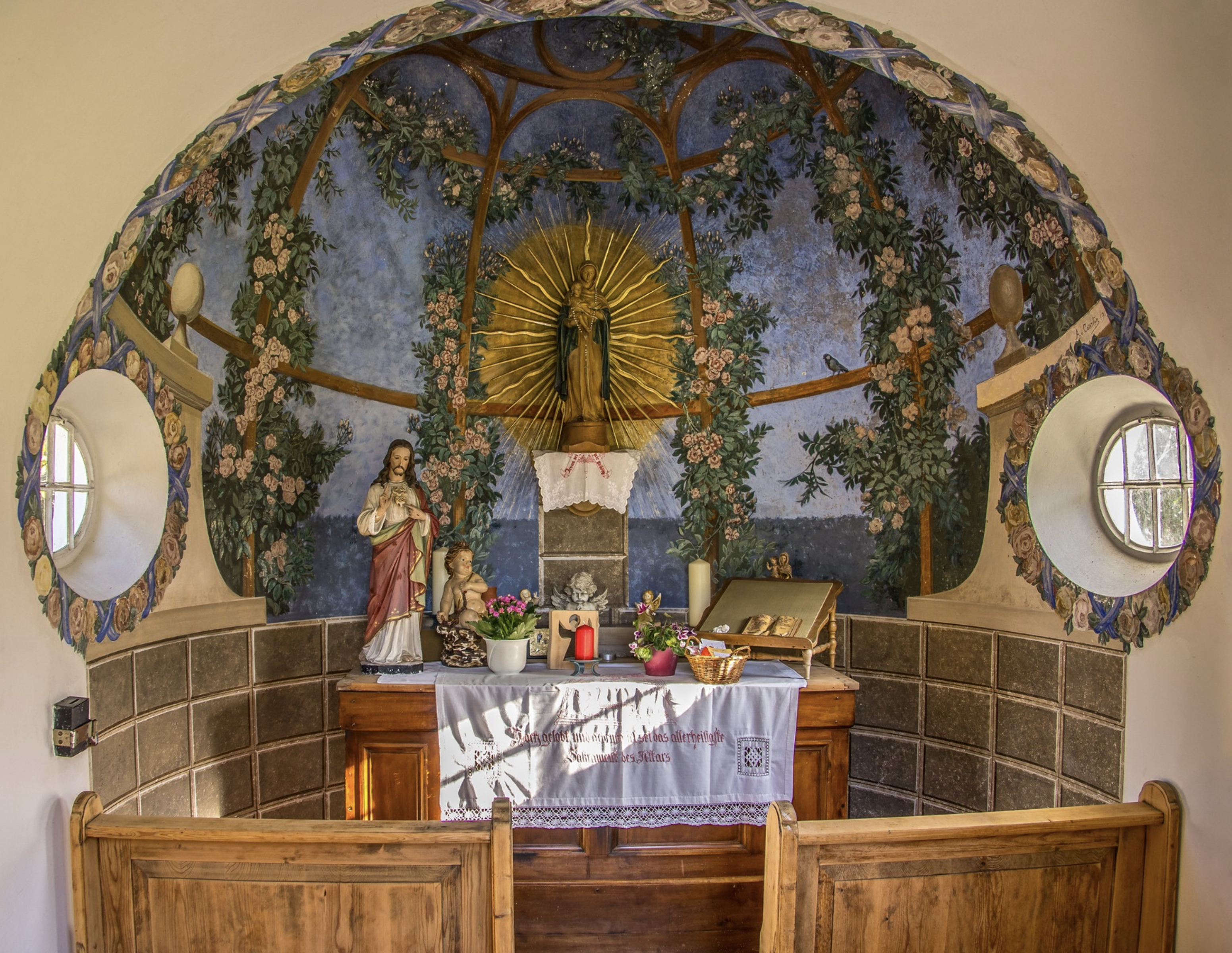
Ausmalung der Rosenkranzkapelle in Bayrischzell